# بيت حيمد (بني مطر)

تعديل مصدري - تعديل

بيت حيمد هي إحدى قرى عزلة بني قيس بمديرية بني مطر التابعة لمحافظة صنعاء، بلغ تعداد سكانها 16 نسمة حسب تعداد اليمن لعام 2004.